# تاريخ هندوراس (حتى عام 1838)
كان يسكن هندوراس عدد من الشعوب الأصلية، وكانت أقوى تلك الشعوب حتى القرن التاسع الميلادي هم شعب المايا. سكن الجزء الأوسط الغربي من هندوراس شعب اللينكا، بينما استقرت الشعوب الأصلية الأخرى في المناطق الشمالية الشرقية والمناطق الساحلية. كان لهولاء السكان صراعاتهم، ولكنهم حافظوا على علاقات تجارية مع بعضهم البعض ومع سكان آخرين في أماكن قريبة أو أخرى نائية كبنما والمكسيك.
في 30 يوليو 1502، رأى كريستوفر كولومبوس تربة هندوراس للمرة الأولى، وطالب بالأرض باسم ملكيه، فرناندو الثاني من أراغون وإيزابيلا الأولى من قشتالة. أطلق على المنطقة اسم «هندوراس» (بمعنى «أعماق») نسبة لمياهها العميقة قبالة الساحل. وصلت قوات الحملة الاستطلاعية الأولى بقيادة جيل غونزاليس دافيلا في عام 1523، الذي كان يأمل في حكم المنطقة الجديدة، ومن ثم وصل كريستوبل دي أوليد ساعيًا نحو الشيء ذاته في عام 1524، وكان موجودًا نيابة عن إرنان كورتيس. أسس أوليد مستعمرة ترينوفو دي لا كروز وحاول تأسيس حكومته المستقلة. عندما وصلت كورتيس هذه الأنباء، أرسل حملة جديدة بقيادة فرانسيسكو دي لاس كاساس. تمكن أوليد من أن يأسر منافسيه، ولكن خانه بعض رجاله وتمكنوا من اغتياله. سافر كورتيس بعد ذلك بنفسه إلى هندوراس وأنشأ حكومته في مدينة تروخيو قبل أن يعود إلى المكسيك في عام 1526. شكلت هندوراس جزءًا من حقبة القبطانية العامة الاستعمارية لجواتيمالا. تطورت مدينتي كوماياغوا وتيغوسيغالبا ليصبحا اثنين من المناجم المبكرة.
بحلول أكتوبر لعام 1537، تمكن ليمبرا زعيم شعب اللينكا من توحيد أكثر من مائتي مجموعة من السكان الأصليين من أجل مقاومة غزو الأسبانيين. بعد معركة طويلة، سيطر الحاكم مونتيهو على وادي كوماياغوا، وأنشأ مدينة كوماياغوا في موقع آخر، وهزم قوات السكان الأصليين في تينامبوا، وجواكيريغي، وأوغيرا.
حصلت هندوراس على استقلالها عن أسبانيا في عام 1821، وضُمَّت لفترة وجيزة إلى الإمبراطورية المكسيكية الأولى. في عام 1823، انضمت هندوراس إلى جمهورية أمريكا الوسطى الاتحادية المشكلة حديثًا، والتي انهارت سريعًا في عام 1838.

## العصر ما قبل الكولومبي

### حضارة المايا
كانت هندوراس العصر ما قبل الكولومبي مأهولة بمزيج معقد من الشعوب الأصلية التي تمثل مجموعة واسعة من الخلفيات الثقافية والمجموعات اللغوية، كانت أبرزها وأكثرها تطورًا مرتبطة بسكان المايا الموجودين بغواتيمالا وشبه جزيرة يوكاتان. كانت حضارة المايا قد وصلت إلى غرب هندوراس في القرن الخامس الميلادي، وعلى الأرجح أنها انتشرت من مراكز حضارة المايا المنخفضة في منطقة بيتين في غواتيمالا. انتشرت المايا بسرعة عبر وادي ريو موتاجوا، وتركزت سيطرتهم على المركز الشعائري الرئيسي في كوبان بالقرب من مدينة سانتا روزا دي كوبان الحالية. استمرت المايا في تطوير المدينة طيلة ثلاثة قرون ونصف، مما جعلها واحدة من المراكز الرئيسية لثقافتهم. في مرحلة زمنية ما، من المرجح أن كوبان كانت المركز الرائد في الفن، وأيضًا في الدراسات الفلكية التي كانت حضارة المايا على قدر كبير من التقدم فيها. عُثِر على واحدة من أطول النقوش الهيروغليفية للمايا على الإطلاق في كوبان. أسست المايا أيضًا شبكات تجارية واسعة امتدت حتى وسط المكسيك.
تخلى المايا عن كوبان على ما يبدو في ذروة حضارتهم، وكان آخر تاريخ هيروغليفي في كوبان هو 800 بعد الميلاد. بقي الكثير من السكان في المنطقة بعد ذلك، ولكن الطبقة المتعلمة -الكهنة والحكام الذين بنوا المعابد ونقشوا الرموز وطوروا علم الفلك والرياضيات- اختفوا فجأة. انهارت كوبان ووقعت في حالة خراب، ولم يكن الخلف من سكان المايا الباقون على دراية بمعاني النقوش أو بأسباب الانهيار المفاجئ.

### مجموعات السكان الأصليين الأخرى
بعد فترة هيمنة المايا، احتل المنطقة التي سوف تتضمن هندوراس لاحقًا عدد كبير من الشعوب الأصلية. هاجرت مجموعات السكان الأصليين بتولتك في وسط المكسيك من الشمال الغربي إلى الأجزاء التي أصبحت هندوراس الغربية والجنوبية. كان أبرز تلك المجموعات هي مجموعة سكان الكوروتيجا الناطقين بلسان التولتك، والذين استقروا بالقرب من مدينة تشولوتيكا الحالية. استقرت بعض المجموعات الصغيرة من الشعوب الناطقة بلغة الناهوا، وكانت إحداها هو شعب البيبل الذي ارتبطت لغتهم بلغة الآزتك، واستقروا في مواقع مختلفة امتدت من الساحل الكاريبي إلى خليج فونسيكا على ساحل المحيط الهادئ.
في حين انتقلت المجموعات ذات الصلة بالشعوب الأصلية في المكسيك إلى هندوراس الغربية والجنوبية، استقرت شعوب أخرى في المناطق التي أصبحت شمال شرق هندوراس، وكانت لغات تلك الشعوب ذات صلة بلغات شعب شيبشا الأصلي في كولومبيا. كان المتحدثون بلغات الأوفوا والبايا من أبرز تلك الشعوب. استقرت مجموعات متنوعة من السكان الأصليين على طول ساحل البحر الكاريبي، ومن أهمهم كان شعب السومو الذين كانوا موجودين أيضًا في نيكاراغوا، وشعب الجيكاك، الذي كانت عائلتهم اللغوية مصدر جدل بين الباحثين، وأخيرًا، شعب اللينكا، الذين وجدوا في أجزاء مما يعرف الآن بغرب هندوراس الوسطى، والذين يُعتقد أيضًا أنهم هاجروا شمالًا من كولومبيا، ولكن لغتهم لا تُظهر أي ارتباط يذكر بأي مجموعة أصلية أخرى.
على الرغم من أن السكان الأصليين في هندوراس كانوا مقسمين إلى مجموعات مختلفة عديدة وبينها عداوات في كثير من الأحيان، إلا أنهم مارسوا التجارة بشكل كبير مع أجزاء أخرى من منطقتهم، وكذلك مع مناطق بعيدة مثل بنما والمكسيك. لا يبدو أنه كانت هناك أي مدن كبرى في وقت الغزو الأسباني، وعلى الرغم من ذلك، كان إجمالي السكان مرتفعًا إلى حد ما. تصل التقديرات إلى نحو مليوني شخص، ولكن الرقم الفعلي ربما يكون أقرب إلى 500000.

## الغزو والمستوطنة الإسبانية

### الاستكشافات الأولية
بدأت الاتصالات الأوروبية مع السكان الأصليين في هندوراس مع الرحلة الأخيرة لكريستوفر كولومبوس. أبحر كولومبوس في عام 1502 عبر جزر باهيا (جزر الخليج)، وبعد ذلك بفترة وجيزة وصل إلى البر الرئيسي في أمريكا الوسطى. اكتشف كولومبوس أثناء تواجده في إحدى الجزر زورقًا كبيرًا محمّلًا بمجموعة واسعة من السلع التجارية واستولى عليه. بدا أن الأدلة تشير إلى أن أصحاب الزورق كانوا من تجار المايا، وأن مواجهتهم مع كولومبوس كانت أول اتصال مباشر لكولومبوس مع حضارات المكسيك وشمال أمريكا الوسطى. على الرغم من أن الزورق قد لوحظ قادمًا من الغرب، إلا أن كولومبوس حول مساره إلى الشرق ثم إلى الجنوب، مبحرًا بعيدًا عن الحضارات ومستكشفًا القليل على ساحل هندوراس. كان تراثه المباشر الوحيد هو تعيين عدد قليل من الأسماء لبعض المواقع على ساحل البحر الكاريبي، كاسم جواناجا لأحد جزر الخليج، ورأس غراسياس أديوس للطرف الشرقي لهندوراس، وهندوراس (الأعماق بالإسبانية) للمنطقة ككل. يشير الاسم الأخير إلى المياه العميقة قبالة الساحل الشمالي.
حدث القليل من الاستكشاف خلال العقدين التاليين. ربما وصل الملاحون الأسبان، خوان دياز دي سوليس وفيسنتي يانيز بينزون، إلى جزء من ساحل هندوراس في عام 1508، ولكنهم كرسوا معظم جهودهم للاستكشاف أبعد شمالًا. قد تكون بعض البعثات الاستكشافية من جزر كوبا وهيسبانيولا وصلت إلى البر الرئيسي في جزر الخليج، ومن المؤكد أنهم شرعوا في إبادة سكان الجزر في العقد الثاني من القرن، لكن على خلاف ذلك، كان ساحل هندوراس الكاريبي منطقة مهملة.
تجدد الاهتمام بالبر الرئيسي بشكل كبير نتيجة بعثة إرنان كورتيس إلى المكسيك. بدأت الرحلات الاستكشافية من المكسيك وبنما ومنطقة البحر الكاريبي في الانتقال إلى أمريكا الوسطى، في حين كان كورتيس يكمل غزوه للأزتيك. في عام 1523، اكتُشِف خليج فونسيكا على ساحل المحيط الهادئ من قبل جزء من البعثة الاستكشافية بقيادة جيل غونزاليس دافيلا، وقد أسماها دافيلا بهذا الاسم تكريمًا للأسقف خوان رودريغيز دي فونسيكا. في العام التالي، بدأت أربع حملات برية أسبانية منفصلة في غزو هندوراس.